# Anomochilus
Anomochilus este un gen de șerpi din familia Anomochilidae.
Cladograma conform Catalogue of Life:
| Anomochilus | \| \| Anomochilus leonardi \| \| \| \| \| \| Anomochilus weberi \| \| \| \| |
|             | \| \| Anomochilus leonardi \| \| \| \| \| \| Anomochilus weberi \| \| \| \| |
|             | Anomochilus leonardi                                                        |
|             |                                                                             |
|             | Anomochilus weberi                                                          |
|             |                                                                             |